# Tracy Ryerson
Pour les articles homonymes, voir Tracy et Ryerson.
Tracy Ryerson, née le 13 avril 1980 dans le New Jersey, est une actrice américaine.

## Biographie
Tracy Ryerson s'est fait connaitre en 2010, en tant qu'une des actrices principales de la série The Real L Word, une version téléréalité de la série saphique The L Word. En 2013 et 2014, elle est l'actrice principale d'une autre série saphique, Kiss Her I'm Famous. Tracy Ryerson est ouvertement lesbienne.

## Filmographie
- 2010 : The Real L Word (série télévisée) : elle-même (9 épisodes)
- 2010 : This Week in Reality TV (série télévisée) : elle-même
- 2013 : Fashion News Live (série télévisée) : elle-même (2 épisodes)
- 2013 : Birthday Cake : Amanda Kaufman
- 2013-2014 : Kiss Her I'm Famous (série télévisée) : Mandy (12 épisodes)
- 2014 : Eden : Agent de bord
- 2016 : The List (téléfilm) : J
- 2018 : Fixing Fido (documentaire) : elle-même